# André Auffray
André Auffray (n. 13 mai 1884, Saumur, Saumur Val de Loire⁠(d), Franța – d. 4 noiembrie 1953, Paris, Île-de-France, Franța) a fost un ciclist francez, medaliat olimpic. A participat la o ediție a Jocurilor Olimpice (1908) în care a câștigat o medalie de aur.

## Participări
Lista de mai jos prezintă principalele competiții la care a participat André Auffray de-a lungul carierei.
- cycling at the 1908 Summer Olympics – men's tandem[*]